# Aéroport de Tarbes-Lourdes-Pyrénées
Luchthaven Tarbes-Lourdes-Pyrénées (Frans: Aéroport de Tarbes-Lourdes-Pyrénées) (IATA: LDE, ICAO: LFBT) is een Franse luchthaven, gelegen ongeveer halverwege tussen Tarbes en Lourdes in de gemeente Ossun in het departement Hautes-Pyrénées. Naast geregelde vluchten door onder meer Air France (met de regionale dochtermaatschappij HOP!) en Ryanair zijn er veel chartervluchten die pelgrims of vakantiegangers naar Lourdes en de Pyreneeën brengen.
De luchthaven is bereikbaar via de snelweg A64.
De bedrijvenzone naast de luchthaven heet Pyrène Aéro Pôle. Een van de bedrijven die hier gevestigd is, is TARMAC Aerosave (Tarbes Advanced Recycling & Maintenance Aircraft Company), dat verkeersvliegtuigen ontmantelt die het einde van hun levensduur hebben bereikt.

## Externe links

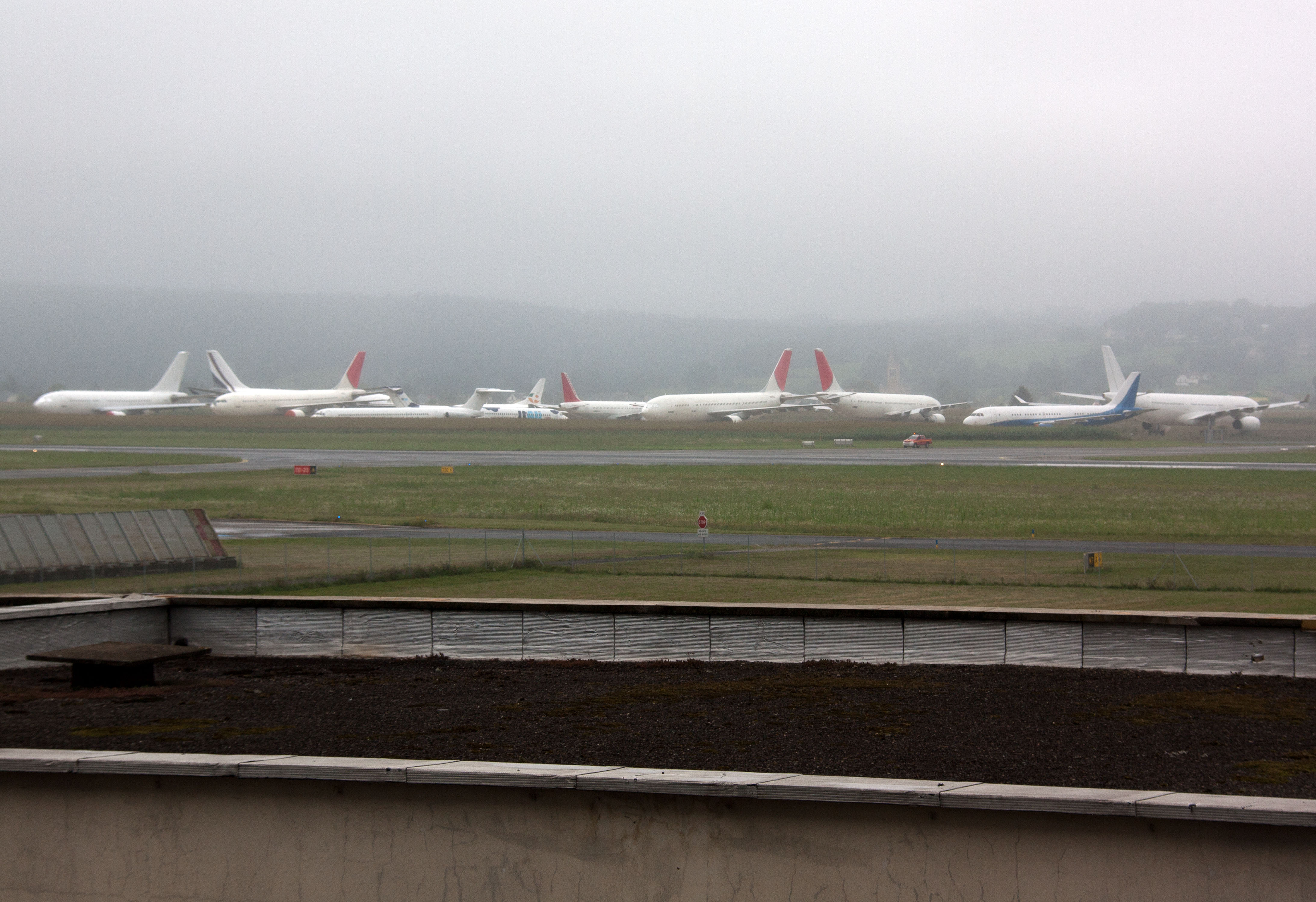
Geparkeerde vliegtuigen in afwachting van hun ontmanteling bij TARMAC Aerosave